# Кам'янко-Струмилівський повіт
Кам'янко-Струмилівський повіт, або Кам'янецький повіт — історична адміністративна одиниця на українських землях, що входила до складу Австро-Угорщини, Західно-Української Народної республіки, Польщі, УРСР і дистрикту Галичина. Сучасний Кам'янка-Бузький район.
Адміністративний центр — Кам'янка-Струмилівська, з населенням 6556 осіб.

## Географія
Територія повіту становила 1521 км². На північному заході межував зі Сокальським повітом, на заході — з Жовківським, на південному заході — зі Львівським, на півночі — з Радехівським (до 1912 р. — з Волинською губернією Російської імперії), на північному сході — з Бродівським, на сході і південному сході — Золочівським.
Рельєф переважно рівнинний.

## У складіКоролівства Галичини та Володимирії
Утворений у 1854 році. Під час адміністративної реформи місцевого самоврядування розпорядженням міністерства внутрішніх справ Австро-Угорщини 23 січня 1867 року ліквідовані округи та збільшені повіти, до Кам'янко-Струмилівського повіту приєднано Буський і Радехівський повіти, структуру яких збережено в судовій адміністрації. У 1869 році в повіті мешкало 76246 осіб.
У 1880 році повіт поділявся на 74 кадастральні гміни, до складу повіту входили 91 самоврядна громада-гміна (7 міських і 84 сільські), 80 фільварків і 34 окремі території. За переписом 1880 року в повіті мешкало 87553 осіб, серед них: 55736 греко-католики, 18944 римо-католики, 2351 лютеранин, 16 кальвіністів і 10506 юдеїв. У товариських стосунках користувались переважно українською мовою — 58430 осіб, польською — 25874, німецькою — 3016, іншими — 10. Територія повіту поділялась між трьома судовими повітами (Буський, Кам'янецький і Радехівський).
У 1912 році вилучено територію Радехівського судового повіту й утворено самостійний Радехівський повіт.

## ЗУНР
Український Громадський комітет (о. Михаїл Цегельський, Роман Петрушевич — молодший брат Президента ЗУНР, — І. Вертипорох та інші) роззброїли вояків старшинської школи у місті. Під керівництвом старшин Ю. Шепаровича, В. Назаревича, О. Косаревича 70 курсантів-українців та близько 300 селян, робітників, гімназистів взяли владу в повіті.
Українці Кам'янки-Струмилової радісно вітали проголошення Західно-Української Народної Республіки. Перебравши владу в місті, українці призначали на найважливіші пости своїх людей. Повітовим комісаром був суддя Роман Петрушевич. Головою Повітової УНРади і делегатом до УНРади обраний о. Михайло Цегельський, декан і парох у Кам'янці Струмиловій, колишній віце-маршалок повітової ради (УНДП).
У березні 1919 року в місті почала виходити газета «Козацький голос» — орган Начальної команди УГА. Було відкрито українську школу, яка містилася в ратуші, діяв театральний гурток, засновані хор, філія товариства «Українська Бесіда». Місто мало свій часопис «Камінецькі Вісті».
Повіт входив до Тернопільської військової області ЗУНР.

## Під польською окупацією
Включений до складу Тернопільського воєводства після утворення воєводства у 1920 році на окупованих землях ЗУНР.

### Зміни адміністративного поділу

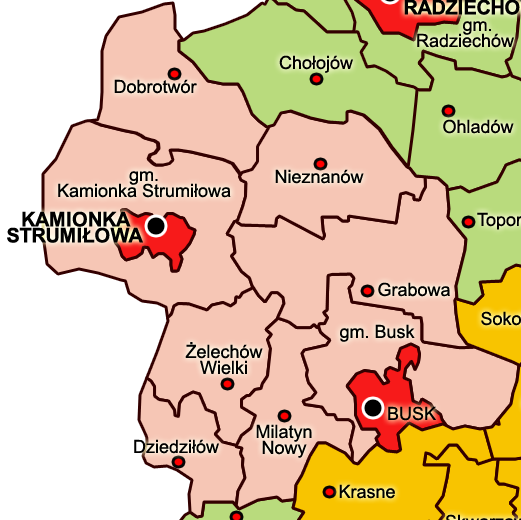
Кам'янко-Струмилівський повіт

1 січня 1925 року із села Нагорце-Мале вилучено присілок Лодина-Нова і утворено самоврядну одиницю.
1 квітня 1930 року села Батятичі, Рожанка, Костянтинівка і Зубів Міст передані з Жовківського повіту Львівського воєводства до Кам'янко-Струмилівського повіту Тарнопольського воєводства.
1 квітня 1932 року села Острів і Русилів передані з Кам'янко-Струмилівського повіту Тарнопольського воєводства до Золочівського повіту того ж воєводства.
Розпорядженням міністра внутрішніх справ 10 квітня 1934 року село Тишиця передане з Сокальського повіту Львівського воєводства до Кам'янецького повіту Тарнопольського воєводства.
1 серпня 1934 року здійснено новий поділ на сільські ґміни внаслідок об'єднання дотогочасних (збережених від Австро-Угорщини) ґмін, які позначали громаду села. Новоутворені ґміни відповідали волості — об'єднували громади кількох сіл або (в дуже рідкісних випадках) обмежувались єдиним дуже великим селом.

#### Міста (Міські ґміни)
- м. Буськ
- м. Кам'янка Струмілова

#### Сільські ґміни
Кількість:
1920—1925 рр. — 59
1925—1930 рр. — 60
1930—1932 рр. — 64
1932—1934 рр. — 62
1934 рр. — 63
1934—1939 рр. — 8
| Об'єднані сільські ґміни 1934 року | Об'єднані сільські ґміни 1934 року | Старі сільські ґміни | Кількість |
| ---------------------------------- | ---------------------------------- | --- | --------- |
| 1                                  | Гміна Буськ                        | Вербляни, Гумниська, Журатин, Купче, Ланерівка, Побужани, Ракобовти, Яблунівка | 8         |
| 2                                  | Гміна Грабова                      | Адами, Волиця-Деревлянська, Грабова, Гута-Полонична, Мазярня Ваврикова, Соколя (частина), Чаниж | 7         |
| 3                                  | Гміна Дідилів                      | Банюнин, Дідилів, Соколів, Убині, Хренів, Якимів | 6         |
| 4                                  | Гміна Добротвір                    | Добротвір, Сілець Беньків (частина), Стриганка, Тишиця (з 10.04.1934) | 4         |
| 5                                  | Гміна Желєхув Велькі               | Вирів, Горпин, Желєхув Вєлькі, Желєхув Мали, Нова Лодина (з 01.01.1925), Малі Нагірці, Неслухів, Спас, Стрептів, Ямне | 10        |
| 6                                  | Гміна Кам'янка-Струмилова          | Батятичі (з 01.04.1930), Дернів, Зубів Міст (з 01.04.1930), Константинівка (з 01.04.1930), Лани Німецькі, Лани Польські, Лапаївка, Обидів, Рожанка (з 01.04.1930), Руда-Сілецька, Сапіжанка, Соколя (частина), Спас, Ягідня, Язениця Польська, Язениця Руська, Тадані | 16        |
| 7                                  | Гміна Новий Мілятин                | Деревляни, Ріпнів, Кудирявці, Кізлів, Лісок, Новий Мілятин, Старий Мілятин, Новосюлкі Ліскє | 8         |
| 8                                  | Гміна Незнанів                     | Бербеки, Будки Незнанівські, Незнанів, Полонична, Соколя (частина), Сілець Беньків (частина) | 4         |
| передано до Золочівського повіту   | передано до Золочівського повіту   | Острів (до 01.04.1932), Русилів (до 01.04.1932) | 2         |

* Виділено містечка, що були у складі сільських ґмін та не мали міських прав.

### Населення
На січень 1939 року в повіті мешкало 89240 осіб (52215 українців-грекокатоликів — 58,51 %, 12515 українців-латинників — 14,02 %, 14490 поляків — 16,24 %, 1 440 польських колоністів міжвоєнного періоду —1,61 %, 7005 євреїв — 7,85 % і 1555 німців та інших національностей — 1,74 %).
Публіковані польським урядом цифри про національний склад повіту за результатами перепису 1931 року (з 82111 населення ніби-то було аж 41693 (50,78 %) поляків при 35178 (42,84 %) українців, 4737 (5,83 %) євреїв і 429 (0,53 %) німців) суперечать шематизмам і даним, отриманим від місцевих жителів (див. вище), та пропорціям за допольськими (австрійськими) і післяпольськими (радянським 1940 та німецьким 1943) переписами.

## Радянський період
27 листопада 1939 року повіт включено до новоутвореної Львівської області.
17 січня 1940 року повіт ліквідований шляхом поділу на райони — кожен із кількох ґмін:
- Кам'янко-Струмилівський — з міської ґміни Кам'янка Струмілова та сільських ґмін Камьонка Струмілова, Добротвур і Нєзнанув;
- Буський — з міської ґміни Буськ та сільських ґмін Буськ і Ґрабова;
- Дідилівський — із сільських ґмін Дзєдзілув, Желєхув Вєлькі і Мілятин Нови.

## Третій Райх
Німецькою окупаційною владою 1 серпня 1941 року відновлений Кам'янко-Струмилівський повіт, для управління яким 11 серпня 1941 року утворено Кам'янко-Струмилівське окружне староство (нім. Kreishauptmannschaft Kamionka-Strumilowa). Відновлений був також і поділ на ґміни. 11 серпня 1941 року Кам'янко-Струмилівський, Радехівський та Сокальський повіти було підпорядковано Кам'янко-Струмилівському повітовому староству (нім. Kreishauptmannschaft und Gemeindeverband Kamionka-Strumilowa — «окружне староство і об'єднання гмін Кам'янка-Струмилова»). Очолював його окружний староста — крайсгауптман.
Після повторної радянської окупації на початку серпня 1944 року, радянською владою повіт знову був поділений на райони.